# Línea Verde (Metro de Atlanta)
La línea Verde (en inglés: Green Line) es una de las tres líneas de tránsito rápido del Metro de Atlanta. La línea opera entre las estaciones Bankhead y Edgewood/Candler Park, pasando exclusivamente dentro de los límites de la ciudad de Atlanta.